# 威斯汀酒店

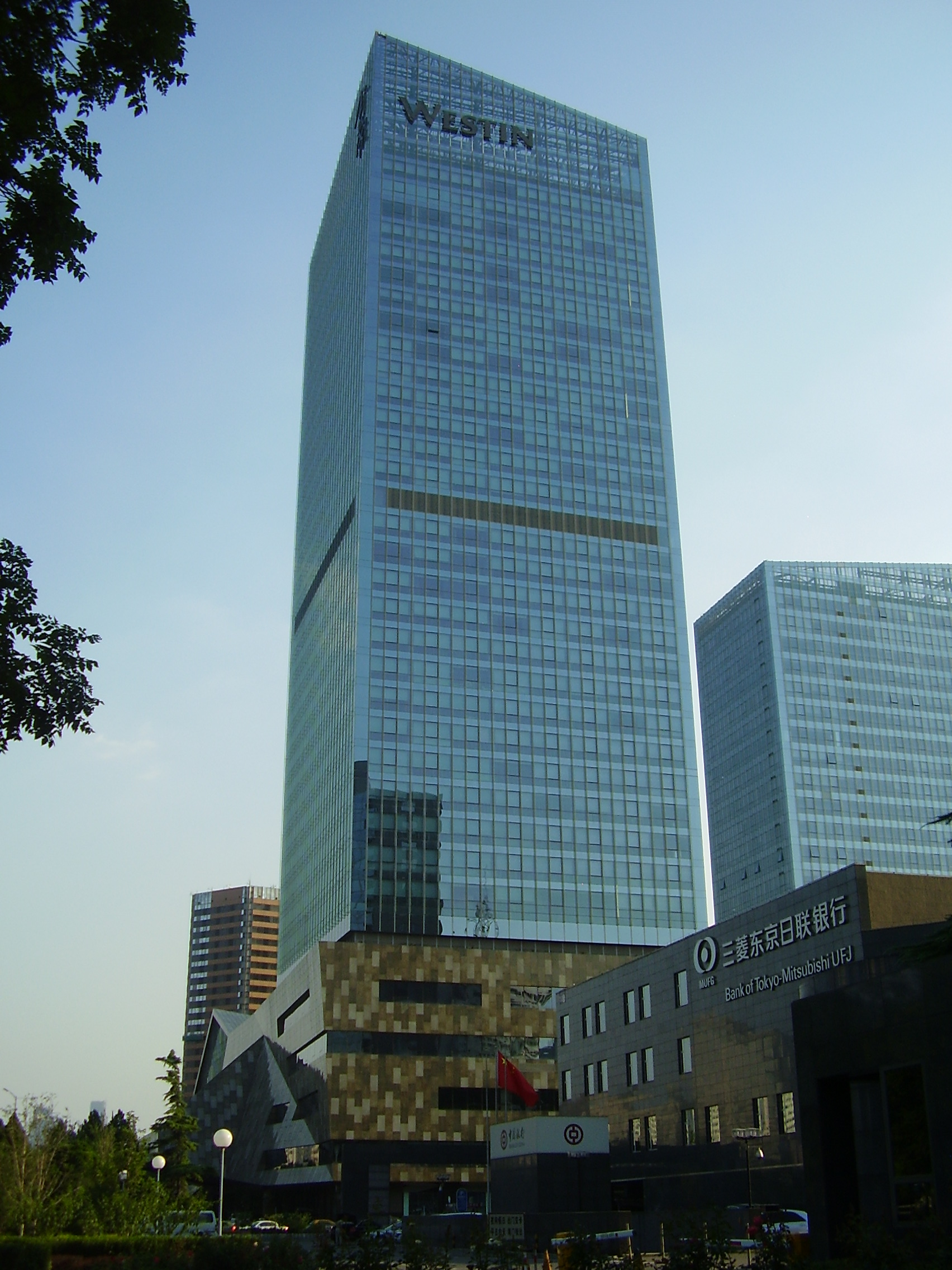
金茂北京威斯汀大饭店, 北京朝阳区

威士汀酒店（Westin Hotels & Resorts）是美國的一個國際性連鎖酒店品牌，它是屬於萬豪國際（Marriott International）集團旗下。威士汀是喜達屋集團中歷史最悠久的酒店品牌，而其據點分布是第二多的，僅次於集團中另一個國際連鎖品牌喜來登。威士汀的總部在美國紐約的白原市（White Plains）。
威士汀鎖定的市場是中階層到中高階的消費族群。威士汀對於酒店地點的選擇偏好集中在城市中的中心商業區（不包含度假村）。

## 歷史
在1930年美國華盛頓州，兩家旅館業者決議合併，並將新旅館的名稱定為威士騰（Western），這是今日威士汀品牌前身。當時的威士騰是三個家族合股的；分別是Thurstons、Dupars及Schmidts，威士騰在30年代就有擁有17家旅館據點遍及華盛頓洲，從西雅圖到Everett都可見其足跡。不過當時的17家旅館後來沒有一家屬於今日威士汀集團旗下。其中有一家名為富蘭克林旅館在1980年被拆除改建成為47層樓的西雅圖威士汀酒店。
威士騰是最早發明酒店管理概念的公司，創辦人認為他們不需要擁有每一間酒店全部的經營權但他們可以負責酒店的管理。不過這只是威士騰在業界許多創新之一。就在威士騰轉型成酒店管理公司之後，三個大股東之一的Schmidt家族決議退出經營，他們在1936年成立了一家釀酒場，當時美國剛結束禁酒令。
威士騰在1940年代發明即時訂房確認系統，它們將這個系統取名為Hotel Type。而在1946年又發明了酒店內的信用卡，這是一張可以用在威士騰酒店中所有服務的卡，包括付旅費。同樣在40年代，威士騰將酒店標誌印在毛巾、肥皂、便條紙等旅館房間內的用品上。
1954年威士騰在名字中加入國際二字成為威士騰國際酒店，公司希望藉此象徵其身為一個的國際酒店的形象。
1955年逢公司成立25週年，威士騰又有兩項創新。
- 它們允許與孩童同行的家庭享有孩童免費的優惠，這個服務叫做Family Plan。
- 威士騰對已訂房的顧客提出入住保證，如果已經確認訂房，但是飯店沒有房間，威士騰會安排住客到別的地方入住，隔日再將其接回原訂房的威士騰酒店。

威士騰在1970年與聯合航空合併，兩家企業合併之後新成立一家公司叫Allegis。
1974年威士騰啟動中央訂房辦公室於奧馬哈。這一個舉動是來自與聯合航空合併之後所簽的一個名為WESTRON的協議。這一個系統後來成為許多大酒店的訂房系統基礎，包括了凱悅以及萬豪。
1980年威士騰國際酒店改名為威士汀。
威士汀酒店與度假村集團於1985年正式定名。在1987年威士汀針對酒店常客推出尊榮威士汀服務，讓常光顧的客人可以享受酒店內更進階的服務。同一年Allegis將威士汀售予日本青木建設以及Robert M. Bass集團。
1991年，威斯汀进入中国，管理上海威斯汀太平洋大饭店，此饭店于21世纪初期改为由同喜达屋（Starwood）集团公司下的另一个酒店管理品牌，喜来登酒店管理集团接手，更名为上海喜来登太平洋大饭店。
1995年，由於青木建設陷入財困，遂將威士釘售予喜達屋與高盛證券的夥伴公司-Edward Thomas及Nomura資產管理公司。
1997年華盛頓州立大學獲得了威士汀酒店與度假村集團的捐款。
1998年威士汀的經營權落入今日的喜達屋酒店集團之中。因為喜達屋將它的夥伴公司買下，所以順勢接手威士汀；而就在喜達屋購入威士汀前不久喜來登才剛成為喜達屋的一員，喜達屋也因為有喜來登與威士汀加盟，使其成為世界上最大的酒店集團。

## 據點分布

### 亞洲與太平洋
- 中國大陸
- 澳門（已於2014年易名為鷺環海天度假酒店）
- 臺灣
- 澳大利亞
- 新西兰
- 孟加拉
- 日本
- 韓國
- 印尼
- 馬來西亞
- 斐濟
- 印度
- 泰國

### 歐洲
- 克羅埃西亞
- 希臘
- 馬爾他
- 英國
- 荷蘭
- 西班牙
- 義大利
- 愛爾蘭
- 波蘭
- 德國
- 法國

### 非洲
- 目前無據點

### 北美洲
- 美國
- 巴哈馬
- 加拿大
- 開曼群島
- 多明尼加
- 阿魯巴
- 聖路西亞
- 荷屬聖馬丁

### 南美洲
- 瓜地馬拉

### 中東
- 沙烏地阿拉伯

## 外部連結
- 威斯汀酒店官網